# Lanchester Bay
Die Lanchester Bay ist eine rund 11 km breite Bucht an der Davis-Küste des Grahamlands im Nordwesten der Antarktischen Halbinsel. Sie liegt östlich des Havilland Point.
Luftaufnahmen der Hunting Aerosurveys Ltd. aus den Jahren von 1955 bis 1957 dienten dem Falklands Islands Dependencies Survey für eine Kartierung. Das UK Antarctic Place-Names Committee benannte die Bucht 1960 nach dem britischen Luftfahrtingenieur Frederick W. Lanchester (1886–1948), der die Grundlagen der Theorie zur modernen Strömungslehre schuf.